# 549-та фольксгренадерська дивізія (Третій Рейх)
549-та фольксгренадерська дивізія (Третій Рейх) (нім. 549. Volksgrenadier-Division) — піхотна дивізія народного ополчення (фольксгренадери), що входила до складу німецьких сухопутних військ у роки Другої світової війни.

## Історія з'єднання
549-та фольксгренадерська дивізія була створена 9 жовтня 1944 року шляхом перейменування 549-ї гренадерської дивізії у ході 32-ї хвилі мобілізації. З жовтня вела бої в Східній Пруссії, але з дуже великими втратами спромоглася вирватися з оточення Червоної армії і пробитися до Західної Пруссії. Звідси у березні 1945 року її перевели до Пазевалька на відновлення боєздатності та доукомплектування залишками розформованої піхотної дивізії «Денеке».
У квітні 1945 року дивізія була розгорнута на Одерському фронті проти Червоної армії. Розбита в ході боїв, відступила на захід. У травні 1945 року дивізія в Мекленбурзі здалася в полон США.

## Райони бойових дій
- Німеччина (жовтень 1944 — травень 1945)

## Командування

### Командири
- генерал-лейтенант Карл Янк (нім. Karl Jank) (9 жовтня 1944 — травень 1945)

### Підпорядкованість
| Час      | Корпус   | Армія | Група армій (округ)  | Штаб            |
| -------- | -------- | ----- | -------------------- | --------------- |
| 1944     |          |       |                      |                 |
| жовтень  | XXVII ак | 4 А   | Група армій «Центр»  | Східна Пруссія  |
| листопад | XXVI ак  | 3 ТА  | Група армій «Центр»  | Східна Пруссія  |
| 1945     |          |       |                      |                 |
| січень   | XXVI ак  | 3 ТА  | Група армій «Центр»  | Ебендорф        |
| лютий    | XXVI ак  | 4 А   | Група армій «Північ» | Домнау          |
| березень |          | 2 А   | Група армій «Вісла»  | Західна Пруссія |
| квітень  | XXXII ак | 3 ТА  | Група армій «Вісла»  | Ясениц          |

### Склад
| 1944                                     |
| ---------------------------------------- |
| 1097-й гренадерський полк                |
| 1098-й гренадерський полк                |
| 1098-й гренадерський полк                |
| 1549-й артилерійський полк               |
| 549-та фузилерна рота                    |
| 549-та рота зв'язку                      |
| 549-те дивізійне управління забезпечення |
| 549-й запасний батальйон                 |

## Нагороджені дивізії[2][Прим. 1]
|  | Кавалери Золотого Німецького Хреста                                                                        | 4 |
|  | Кавалери Лицарського хреста Залізного хреста                                                               | 2 |
|  | Кавалери Почесної відзнаки Сухопутних військ «Почесна застібка на орденську стрічку для Сухопутних військ» | 4 |